# Ruisseau Teagues
Le Teagues est un ruisseau du Nouveau-Brunswick. Il prend sa source dans le lac Teagues, à environ 90 mètres d'altitude, et se déverse environ 10 kilomètres plus loin au nord, dans la baie des Chaleurs, à Janeville. Le ruisseau Teagues traverse une région forestière au relief peu escarpé. Un barrage a été construit sur son cours près de Janeville.